# Charles Auguste Creutzer
Charles Auguste Creutzer, né le 1er avril 1780 à Deux-Ponts (Palatinat-Deux-Ponts), mort le 21 septembre 1832 à Bitche (Moselle), est un général Allemand de la Révolution et de l’Empire.

## États de service
Il entre en service le 22 décembre 1799 dans les guides de l’armée du Rhin. Il est nommé brigadier au 11e régiment de dragons le 21 avril 1800 et il passe sergent le 13 mai 1800. 
Le 20 juillet 1800, il devient aide de camp de son beau-frère le général Gudin, avec lequel il sert dans l’armée des côtes de l’Océan. Il est nommé lieutenant le 10 juillet 1801, il sert à la grande armée en 1804 et 1805. Il est promu capitaine le 4 mars 1807 et il est fait chevalier de la Légion d’honneur le 14 mai 1807.
En 1809, il est à l’armée d’Allemagne et il est nommé chef d’escadron le 16 juin 1809. Il participe à la campagne de Russie en 1812 et de Saxe en 1813. Il est promu général de brigade le 4 août 1813 et il est fait prisonnier à la bataille de Kulm le 30 août 1813. 
Libéré en juillet 1814, il est mis en non-activité le 1er septembre 1814, et il est fait officier de la Légion d’honneur le 12 octobre 1814 par le roi Louis XVIII.
Le 3 mai 1815, il est nommé commandant supérieur de la place de Bitche et en 1816 il prend les fonctions d’inspecteur d'infanterie. Le 6 décembre 1830, il commande le département de la Moselle.
Il meurt le 21 septembre 1832, à Bitche.

## Sources
- (en) « Generals Who Served in the French Army during the Period 1789 - 1814: Eberle to Exelmans »
- Thierry Pouliquen, « Les généraux français et étrangers ayant servis [sic] dans la Grande Armée » (consulté le 4 août 2013)
- http://roglo.eu/roglo?lang=fr;i=4615129
- « Cote LH/629/10 », base Léonore, ministère français de la Culture
- Georges Six, Dictionnaire biographique des généraux & amiraux français de la Révolution et de l'Empire (1792-1814) Paris : Librairie G. Saffroy, 1934, 2 vol, page 272